# Distretto di Trenbo
Il distretto di Trenbo è un distretto della Liberia facente parte della contea di Grand Kru.